# Platanthera yakumontana
Platanthera yakumontana là một loài thực vật có hoa trong họ Lan. Loài này được Masam. miêu tả khoa học đầu tiên năm 1934.